# 藤原製麺
藤原製麺株式会社（ふじわらせいめん）は、北海道旭川市に本社を置く製麺業の企業である。永谷園グループの一社でもある。呼称は「藤原製麺」。「ふじの華（はな）」とも呼ばれる。

## 会社概要
北海道を代表する旭川市のご当地ラーメン「旭川ラーメン」の「藤原」として全国のラーメンファンにも親しまれている。製造販売は、「旭川生ラーメン」・「そば・うどん」などの生麺・乾麺を主力とし、札幌市にも進出。旭川市・札幌市など多くの北海道内のラーメン店で採用されている他、北海道内のコンビニエンスストアの弁当の麺類・旭川市内近郊の学校給食用の麺類にも採用されている。新千歳空港など空港の売店・「JR北海道の売店」・デパート・みやげ物店などでは、贈答用。スーパーマーケット・生鮮ディスカウントストアなどでは、一般家庭用として販売されている。
1993年、永谷園（現・永谷園ホールディングス）の主力商品であった「煮込みラーメンシリーズ」の製造協力企業となり、永谷園が扱う乾燥麺を製造することになる。そして2008年9月に永谷園が同社株式51%を取得、100%子会社の「株式会社ふじの華」とともに永谷園グループ傘下に入った。

## 沿革
- 1948年10月 旭川市9条14丁目で乾麺製造を創業する。
- 1957年 4月 「藤原製麺株式会社」を設立。
- 1962年11月 旭川市9条16丁目に工場を新設。ラーメンを製造。
- 1967年10月 旭川市9条16丁目に工場を増設。茹麺を製造。
- 1971年10月 旭川市南2条21丁目「東亜製麺株式会社」を買収し、乾麺工場を移転する。
- 1972年10月 旭川市9条14丁目所在の工場を改造し、生麺工場とする。
- 1977年 8月 旭川市9条14丁目に本社社屋を新築し移転する。
- 1977年10月 旭川市永山町7丁目7番地（現・旭川市永山北2条7丁目7番地）に生茹麺工場を新築し移転する。
- 1981年10月 旭川市南2条21丁目に、乾麺工場を増改築する。
- 1984年 8月 札幌郡広島町（現：北広島市）に札幌営業所開設（後の札幌支店。現在は札幌市中央区に所在）。
- 1985年 8月 旭川市南2条21丁目に、乾燥ラーメン専用工場を新築する。
- 1987年 6月 東京支店開設。
- 1988年 4月 道東営業所開設。
- 1988年12月 系列子会社「株式会社ふじの華」を設立。
- 1993年     永谷園の主力商品「煮込みラーメン」及び永谷園の麺類部門の製造協力企業となる。
- 1993年 4月 旭川市流通団地3条4丁目に乾麺工場を新築し移転する。
- 1994年 8月 旭川市永山町7丁目7番地に乾燥ラーメン工場を新築する。
- 1998年10月 旭川市9条14丁目に本社新社屋が完成する。
- 2008年 9月 永谷園が51%の株式を取得し連結子会社化、子会社「株式会社ふじの華」とともに永谷園グループ傘下に入る。
- 2009年 3月 上川郡東川町北町7丁目9番12号に乾麺工場を新築する。
- 2013年 1月 円山動物園白クマラーメンの生産増のため、ラインを拡充する[2]。
- 2015年 3月 子会社「株式会社ふじの華」を吸収合併。
- 2017年 7月 永谷園との株式交換により完全子会社化

## 所在地
- 本社 北海道旭川市9条通14丁目左10号
- 札幌支店 北海道札幌市中央区北1条西20丁目1-27 井門札幌N120ビル 6階B号室
- 東京支店 東京都港区西新橋3-5-8　渡瀬ビル6階
- 道東営業所 北海道帯広市西15条南2丁目1番地
- 第1工場 北海道旭川市流通団地3条通4丁目 - 乾めん類JAS認定工場
- 第2工場 北海道旭川市永山北2条7丁目7番地
- 第5工場 北海道旭川市永山北2条7丁目7番地
- 第6工場 北海道上川郡東川町北町7丁目9番12号
- らーめん工房 北海道旭川市永山北2条7丁目7番地

## 取引企業
生ラーメン・乾燥ラーメン・袋ラーメン
- よし乃・山頭火・青葉・勝丸・三平・横浜六角家・京都未来亭

など多数のブランド製品を製造・販売する。
- セブンアンドアイと共同で商品開発も行なっている。

## 主な製品
くわしくは、こちらの商品リストを参照
- 業務用生ラーメン
- 乾燥ラーメン
- スープ付き生ラーメン
- ラーメンスープ
- 鍋焼（ラーメン・うどん）
- ぶっかけ（そば・うどん）
- そば・うどん（生麺・乾麺・茹で麺）
- スパゲッティ（茹で麺）
- めんつゆ
- 冷やし中華用たれ

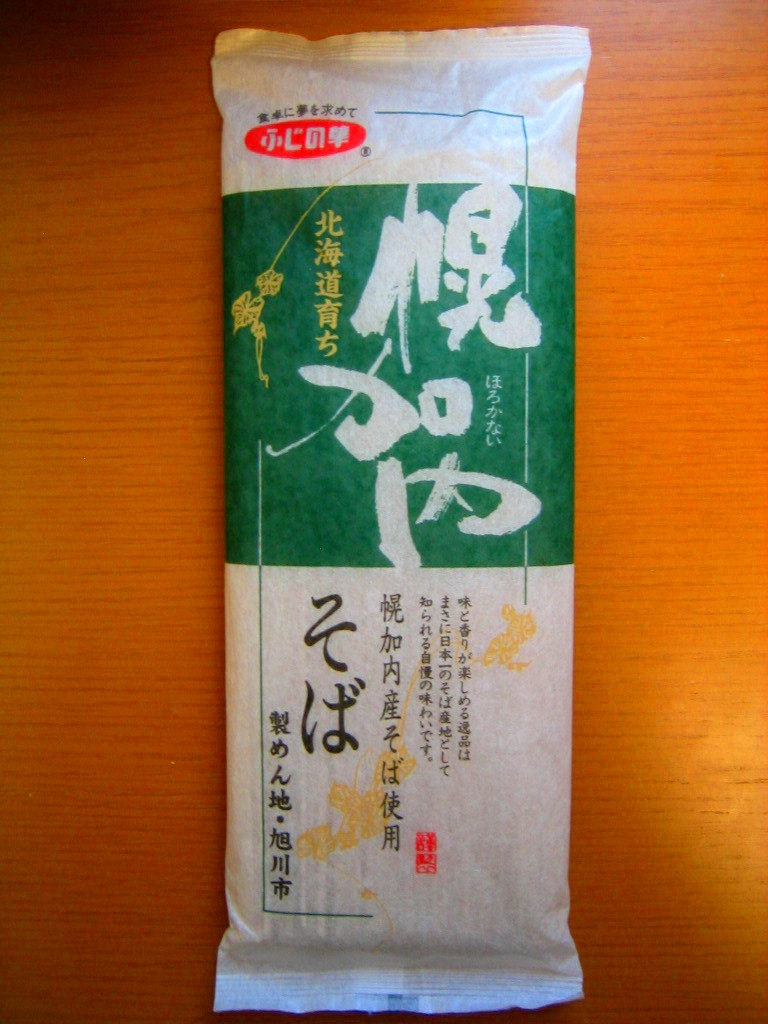
乾麺幌加内そば

- そうめん・ひやむぎ・きしめん・茶そば・グリーン麺（乾麺）
- 納豆

など多数。
- セブンアンドアイブランドのひと口ウインナーも製造している。